# Großbodungen
Großbodungen é uma localidade e antigo município da Alemanha localizado no distrito de Eichsfeld, estado da Turíngia. A partir de 1 de dezembro de 2010, Großbodungen foi unido aos municípios de Bischofferode e Neustadt para formar o novo município de Am Ohmberg.